# Palau Barbaro
El Palau Barbaro  és un edifici històric italià situat en el sestiere de San Marco a Venècia. Es troba en la plaça o campo de Santo Stefano fent cantonada amb el Palau Loredan, seu de l'Institut vènet de ciències, lletres i arts.

## Història i descripció
El palau es va construir en el segle xvi per encàrrec de la família noble veneciana Barbaro. L'any 1700 el propietari de l'edifici era Daniele Barbaro i l'any 1797 Marco Barbaro. Se sap que des de 1704 la propietat va estar llogada a nom d'Andrea Baffo, pare del poeta Giorgio Baffo.
La façana representativa, en el campo de Santo Stefano, va estar en origen decorada amb frescos de Sant Zago, contemporani de Tintoretto, que amb el temps han desaparegut. Aquesta façana presenta dos portals i sis finestres renaixentistes per plantes, separades per cornises marcaplantes horitzontals.